# Heinrich Thurnes
Pour la désignation populaire de la chambre, voir Thurne.
Heinrich Thurnes, né le 1er juin 1833 à Pradl (de) à Innsbruck, mort le 11 août 1865 à Vienne, est un peintre portraitiste autrichien.

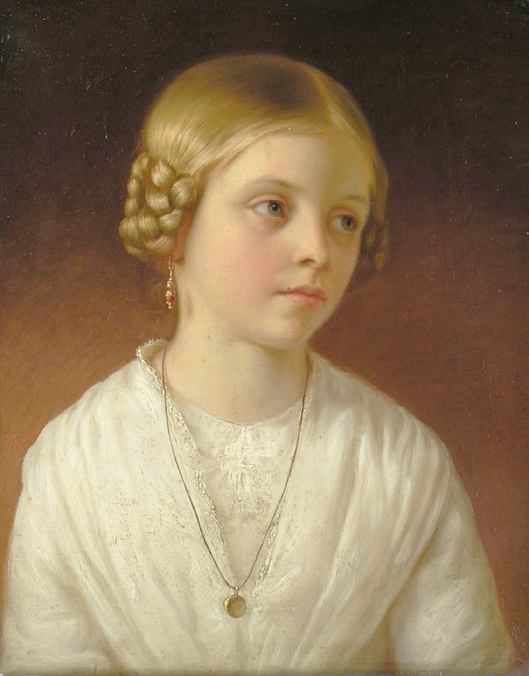
Portrait d'une jeune fille.

## Biographie
Heinrich Thurnes naît le 1er juin 1833 à Innsbruck. Il est le fils de Johann et de von Marianne Thurnes.
Financé par les dons privés d'un riche fermier[réf. souhaitée], il étudie à l'Académie des beaux-arts de Munich auprès de Wilhelm von Kaulbach à partir du 16 novembre 1850 et assiste aux conférences sur l'esthétique données par le philosophe Moritz Carrière (en).[réf. souhaitée]
Après son retour à Innsbruck en 1856, il travaille comme portraitiste, montrant ses portraits en 1856 et 1857 au Musée d'État du Tyrol "Ferdinandeum".
Pendant la guerre de Sardaigne, il visite la forteresse de Legnago en 1859, où il peint les portraits de plusieurs généraux autrichiens. Cela lui vaut de nombreuses autres commandes.
Thurnes s'installe à Vienne, où il se fait connaître comme portraitiste de personnalités de haut rang. Il montre ses œuvres lors des expositions mensuelles de l'Association autrichienne des arts.
Il meurt le 11 août 1865 à Vienne.